# Kwangali (Sprache)
RuKwangali (wörtlich Kwangali-Sprache; Ru bedeutet Sprache) ist die meistverbreitete Sprache der Kavango.
RuKwangali ist eine Bantusprache und gehört zu den Kavango-Sprachen (RuKavango). Die Sprache zählt rund 180.000 Sprecher, nahezu 90 % der 200.000 Einwohner der Regionen Kavango-Ost und -West im Nordosten Namibias. RuKwangali ist nah verwandt mit Kwanyama.
RuKwangali ist Muttersprache von zwei der fünf Stämme der Kavango (Kwangali und Mbunza) und eng verwandt mit den Sprachen der anderen drei Stämme (ShiShambyu, RuGciriku – diese beiden werden auch als Rumanyo zusammengefasst – sowie ThiMbukushu). RuKwangali ist die am meisten verbreitete Verkehrssprache der namibischen Regionen und wird auch in den nördlich angrenzenden Gebieten Angolas gesprochen.
RuKwangali ist in Namibia eine offiziell anerkannte „Nationalsprache“ (Minderheitensprache) und wird als solche an Grundschulen als Lehrsprache gefördert und im Amtsgebrauch der regionalen Verwaltungen respektiert.

## Geschichte

Verteilung des RuKavango als Muttersprache in Namibia (2011)
1%
1–5,99 %
6–10,99 %
11–20,99 %
21–30,99 %
31–49,99 %
50–75,99 %
76–90 %
90%

Da Kavango erst spät missioniert wurde, erschienen die ersten Teile einer Bibelübersetzung in RuKwangali erst 1960, wobei Priester der Römisch-katholischen Kirche in Namibia im Jahre 1974 das gesamte Neue Testament und 1987 die gesamte Bibel (samt Alten Testament) herausgaben. Von 1973 bis 1989 war RuKwangali Amtssprache im Kavangoland und seit der Unabhängigkeit Namibias im Jahre 1990 ist RuKwangali Nationalsprache mit amtlichen Übersetzungen wichtiger, landesweiter Gesetzestexte. Es ist auch Kultursprache der Könige von Kavango (hompa).
Entsprechend den Richtlinien für Schulbildung in Namibia findet Unterricht bis zur 3. Klasse für alle Schüler in der Muttersprache statt, mit entsprechenden Schulbüchern in RuKwangali (Prosa, Drama und Dichtung) als geschriebene Sprache. (Für moderne Begriffe werden oft Wörter aus europäischen Sprachen importiert.) In höheren Schulklassen werden als Unterrichtssprache wahlweise RuKwangali, Englisch und Afrikaans angeboten, und im Studiengang Afrikanische Sprachen der Universität von Namibia kann RuKwangali Sprache und Literatur als Studienfach belegt werden.
RuKwangali wird als Traditionelle afrikanische Musik gepflegt und in Rundu und den umliegenden Dörfern besteht eine junge RuKwangali-Musikszene, die so wie anderer Afro-Pop auf Tonsystemen traditioneller Musik und Elementen Afroamerikanischer Musik aufbaut. Der Namibische Rundfunk NBC überträgt ein tägliches Hörfunkprogramm in RuKwangali.

## Übersetzungsbeispiele

### Allgemein
| RuKwangali        | Deutsch                                 |
| ----------------- | --------------------------------------- |
| moro              | Hallo                                   |
| pandu (nene)      | Danke (vielmals)                        |
| rekera            | Tschüss                                 |
| mbudi esi zongwa! | Das sind gute Nachrichten!              |
| nkenye esi        | egal was                                |
| nkenye esi        | egal wer                                |
| nkenye tupu       | egal wo                                 |
| na                | und                                     |
| hena              | auch                                    |
| nye               | aber                                    |
| morwa             | weil                                    |
| nye               | alles                                   |
| hena              | wieder                                  |
| katji             | zwischen                                |
| nakunye           | beides                                  |
| nyima             | zurück, hinter                          |
| dameka            | laut                                    |
| dona              | schlimm                                 |
| handuka           | verärgert, zornig                       |
| muinyo            | lebendig                                |
| kora              | stark                                   |
| nakauke           | langsam                                 |
| nene              | groß                                    |
| twika             | blind                                   |
| ururu             | bitter                                  |
| wa                | gut, gutaussehend, hübsch               |
| hasa              | besser, hübscher                        |
| wa po unene       | bestes, hübscheste (Superlativ von gut) |
| zuni              | reich                                   |

### Zeit und Ort
| RuKwangali        | Deutsch              |
| ----------------- | -------------------- |
| siruwo            | Zeit                 |
| nye               | jetzt                |
| narunye           | immer                |
| nkera             | gestern              |
| mungura           | morgen               |
| ntundi            | Stunde               |
| mongurangura      | am Morgen            |
| mulihako          | Frühstück            |
| mzuhwa            | Mittag, Mittagessen  |
| sitenguko         | Nachmittag           |
| tokwera           | den Abend verbringen |
| sivike            | Woche                |
| mandaha           | Montag               |
| nkwedi, makwedi   | Monat, Monate        |
| Kudumogona        | April                |
| Siwogedi          | August               |
| aderesi           | Adresse              |
| etungo            | Gebäude              |
| farama            | Farm                 |
| nzugo             | Haus                 |
| nzugo zokurara    | Schlafzimmer         |
| mbete oder uro    | Bett                 |
| nguwo             | Decke                |
| sizogeneno        | Badezimmer           |
| sinyanga          | Wohnzimmer           |
| kombisa           | Küche, Kombüse       |
| guru              | Luft, Himmel         |
| muheke            | Strand               |
| wato              | Boot                 |
| mbasikora         | Fahrrad              |
| etuwa oder ehauto | Auto                 |
| mbesa             | Bus                  |
| siponga           | Unfall               |
| amburansa         | Ambulanz             |
| dira              | Flugzeug             |
| kapare            | Flughafen            |
| ngesefa           | Geschäft             |

### Farben und Zahlen
| RuKwangali | Deutsch |
| ---------- | ------- |
| mbombo     | Braun   |
| sineguru   | Blau    |
| sovagani   | Schwarz |
| milyona    | Million |

### Verben
| RuKwangali | Deutsch                   |
| ---------- | ------------------------- |
| dika       | setzen                    |
| dina       | schlagen [um zu gewinnen] |
| dipaga     | brechen                   |
| dogoroka   | sterben                   |
| dopa       | scheitern                 |
| gava       | geben                     |
| hara       | lieben                    |
| kanderera  | beten                     |
| kara       | sein, werden, bekommen    |
| koreka     | stärken                   |
| kwafa      | helfen                    |
| hepeka     | schlecht behandeln        |
| hesera     | atmen                     |
| gwana      | finden                    |
| hamena kwa | gehören                   |
| paka       | setzen                    |
| patanesa   | streiten                  |
| pinduka    | aufwachen                 |
| pura       | glauben                   |
| pura       | fragen                    |
| randa      | kaufen                    |
| sika       | ankommen                  |
| tambura    | erhalten                  |
| tameka     | anfangen                  |
| tamwisa    | zahlen                    |
| tanko!     | warte!                    |
| tereka     | kochen                    |
| toona      | schlagen                  |
| tumbura    | rufen                     |
| tunda      | stammen aus               |
| tunga      | leben                     |
| vera       | krank sein                |
| vetanga    | prellen (auch physisch)   |
| zigida     | rufen                     |
| zuhwara    | den Tag verbringen        |

### Substantive
| RuKwangali      | Deutsch               |
| --------------- | --------------------- |
| mwenyo          | Leben                 |
| ehampuruko      | Geburt                |
| alfabeti        | Alphabet              |
| nkango          | Wort                  |
| buke            | Buch                  |
| epuro           | Glaube, Frage         |
| limburura       | Antwort               |
| eturumuko       | Benehmen, Verhalten   |
| epakerombili    | Aufmerksamkeit        |
| epwizumuko      | Pause                 |
| sikorama        | Tier                  |
| mutji           | Medizin, Arzneimittel |
| mukeke          | Baby                  |
| eforo           | Frau, Weib            |
| mumati          | Junge                 |
| vakwetetu       | Freund                |
| mumbya          | Bruder                |
| mburu           | Bure                  |
| muduni          | „Buschmann“           |
| kofi            | Kaffee                |
| mboroto, mbroto | Brot, Brote           |
| mbuta           | Butter                |
| katafura        | Kartoffel             |
| mbere           | Messer                |
| foroko          | Gabel                 |
| sitafura        | Tisch                 |
| sipundi         | Stuhl                 |

### Himmelsrichtung
| RuKwangali | Deutsch |
| ---------- | ------- |
| muzogo     | Norden  |
| upumezuva  | Osten   |
| mbindakano | Süden   |
| utokera    | Westen  |

Quelle: kavango.info